# Futboll Klub Partizani
Il Futboll Klub Partizani, meglio noto come Partizani o Partizani Tirana, è una società calcistica albanese con sede nella città di Tirana, milita nella Kategoria Superiore, la massima divisione del campionato albanese.
Il Partizani è, con 35 titoli ufficiali conquistati, la seconda squadra più titolata del paese (a pari merito con la Dinamo City), dietro solo al Tirana (51), compagine con la quale vive una fortissima rivalità.

## Storia
Il club venne fondato nel 1946 come Ushtria Kombetare Tiranë ed era la squadra dell'esercito. Fin dall'inizio diversi giocatori erano militari provenienti dal Liria Korçë e dal Ylli Shkodër, due squadre formate da soldati che hanno partecipato unicamente alla Kategoria e Parë 1945..
Nel suo primo anno di vita il club disputò incontri amichevoli contro le altre squadre albanesi e l'anno successivo si iscrisse al campionato direttamente in massima serie che vinse con uno score di 14 vittorie, 1 pareggio ed 1 sconfitta. La squadra campione era formata da Abdulla Stermasi, Kamberi, Ramazan Njala, Besim Fagu, Medo Cuciqi, Sulejman Vathi, Xhavit Demneri, Hivzi Sakiqi, Isuf Pelingu, Tafil Baci, Lutfi Hoxha, Osman Pengili, Hamdi Tafmizi, Zihni Gjinali, Zef Gavoci, Eqrem Dauti, Zyber Lisi, Hamdi Bakalli, Alush Merhori. L'allenatore era Sllave Llambi.
Insieme alla Dinamo Tirana fu protagonista del campionato nazionale negli anni 50' e 60' con diversi titoli vinti. Tra i giocatori più rappresentativi è da segnalare l'attaccante Refik Resmja, vincitore 9 volte della classifica dei marcatori con 59 reti segnate in 24 partite nel Kategoria e Parë 1951, inserito nei giocatori che han segnato più gol in una stagione.
Nel 1962 esordì nelle coppe europee e nel 1970 vinse la Coppa dei Balcani per club. Fu l'unico torneo internazionale vinto da una squadra albanese
Dopo un fallimento, il Partizani effettua una doppia promozione, passando nella stagione 2011-2012 dalla Kategoria e Dytë alla Kategoria e Parë e nella stagione 2012-2013 si classifica seconda alle spalle del Lushnja, ottenendo la promozione nella Kategoria Superiore.

## Strutture

### Stadio
Il Partizani Tirana giocava le sue partite casalinghe allo stadio Arena e Demave con un capacità di 4.500 posti, di categoria 4.

## Società

### Organigramma societario
- Gazment Demi - Presidente
- Olsi Rama - Direttore Generale
- Olsi Rama - Direttore Sportivo
- Gjergji Thaka - Direttore Tecnico
- Genc Tomori - Direttore Settore Giovanile
- Bebeto - Advisor
- Klevis Dalipi - Advisor
- Olsi Ranxhi - Responsabile Ufficio Stampa

### Sponsor
| Cronologia degli sponsor tecnici - 2013-2014 - Adidas - 2014-2015 - Legea - 2015-2016 - Adidas - 2016-2017 - Macron - 2016-2020 - Joma - 2020-oggi - Macron | Cronologia degli sponsor ufficiali - ????-2014 - ALBTelekom - 2018-oggi - MCN |

## Allenatori e presidenti
| Allenatori - 1962-1971 Loro Boriçi - 1971-1972 Bejkush Birçe - 1978-1990 Bejkush Birçe - 1986-1988 Neptun Bajko - 1991-1992 Hasan Lika - 1992-1993 Sulejman Starova - 2001-2002 Tiziano Gori - 2002 Aurel Țicleanu - 2005 Neptun Bajko - 2007-2008 Hasan Lika - 2010 Gerd Haxhiu - 2010-2011 Neptun Bajko - 2011 Ylli Shehu - 2013 Shpëtim Duro - 2013-2014 Hasan Lika - 2014 Genc Tomori - 2014 Márcio Sampaio - 2014 Genc Tomori - 2014-2015 Shpëtim Duro - 2015 Sulejman Starova - 2015-2016 Andrea Agostinelli - 2016 Adolfo Sormani - 2016-2017 Sulejman Starova - 2017 Mark Iuliano - 2017-2018 Sulejman Starova - 2018 Klevis Dalipi - 2018-2019 Skënder Gega - 2019 Franco Lerda - 2019 Reinaldo Kalari - 2019-2020 Adolfo Sormani - 2020-2021 Ilir Daja - 2021-2022 Dritan Mehmeti - 2022-2023 Giovanni Colella - 2023 Zoran Zekić - 2023 Arbër Abilaliaj - 2023-2024 Orges Shehi - 2024 Arbër Abilaliaj - 2024-2025 Aleksandar Veselinović - 2025- Arbër Abilaliaj - 2025-oggi Mladen Milinković | Presidenti - 2013-oggi Gazment Demi |

## Calciatori

### Capitani
- Alban Hoxha (2013-2014)
- Nderim Nedzipi (2014-2015)
- Alban Hoxha (2015-2017)
- Idriz Batha (2017-2018)
- Alban Hoxha (2018-oggi)

## Palmarès

### Competizioni nazionali
- Campionato albanese: 17

1947, 1948, 1949, 1954, 1957, 1958, 1959, 1961, 1962-1963, 1963-1964  1970-1971, 1978-1979, 1980-1981, 1986-1987, 1992-1993, 2018-2019, 2022-2023
- Coppa d'Albania: 15

1948, 1949, 1957, 1958, 1961, 1963-1964, 1965-1966, 1967-1968, 1969-1970, 1972-1973  1979-1980, 1990-1991, 1992-1993, 1996-1997, 2003-2004
- Supercoppa d'Albania: 3

2004, 2019, 2023
- Kategoria e Parë: 1

2000-2001
- Kategoria e Dytë: 1

2011-2012

### Competizioni internazionali
- Coppa dei Balcani per club: 1

1970

### Altri piazzamenti
- Campionato albanese:

Secondo posto: 1950, 1951, 1952, 1953, 1955, 1956, 1960, 1964-1965, 1965-1966, 1968, 1969-1970, 1973-1974, 1982-1983, 1988-1989, 1989-1990, 1990-1991, 1991-1992, 1994-1995, 1995-1996, 1997-1998, 2007-2008, 2015-2016, 2016-2017
Terzo posto: 1974-1975, 1977-1978, 1983-1984, 2001-2002, 2002-2003, 2014-2015, 2020-2021, 2021-2022, 2023-2024
- Coppa d'Albania:

Finalista: 1950, 1951, 1953, 1954, 1973-1974, 1984-1985, 1987-1988, 1988-1989
Semifinalista: 1960, 1962-1963, 1970-1971, 1971-1972, 1974-1975, 1978-1979, 1982-1983, 1983-1984, 1985-1986, 1986-1987, 1991-1992, 1993-1994, 1994-1995, 2004-2005, 2006-2007, 2021-2022, 2024-2025
- Supercoppa d'Albania:

Finalista: 1991
- Kategoria e Dytë:

Secondo posto: 2011-2012
- Coppa dei Balcani per club:

Terzo posto: 1961

## Statistiche e record

### Partecipazione ai campionati
| Livello | Categoria           | Partecipazioni | Debutto   | Ultima stagione | Totale |
| ------- | ------------------- | -------------- | --------- | --------------- | ------ |
| 1º      | Kategoria e Parë    | 50             | 1947      | 1997-1998       | 69     |
| 1º      | Kategoria Superiore | 19             | 1998-1999 | 2021-2022       | 69     |
| 2º      | Kategoria e Dytë    | 0              | -         | -               | 4      |
| 2º      | Kategoria e Parë    | 4              | 2000-2001 | 2012-2013       | 4      |
| 3º      | Kategoria e Tretë   | 0              | -         | -               | 1      |
| 3º      | Kategoria e Dytë    | 1              | 2011-2012 | 2011-2012       | 1      |

### Statistiche nelle competizioni UEFA
Tabella aggiornata alla fine della stagione 2025-2026.
| Competizione                             | Partecipazioni | G  | V | N | P  | RF | RS |
| ---------------------------------------- | -------------- | -- | - | - | -- | -- | -- |
| Coppa dei Campioni/UEFA Champions League | 11             | 24 | 4 | 6 | 14 | 10 | 38 |
| Coppa delle Coppe                        | 2              | 6  | 2 | 0 | 4  | 7  | 13 |
| Coppa UEFA/UEFA Europa League            | 10             | 23 | 1 | 4 | 18 | 11 | 43 |
| UEFA Conference League                   | 5              | 18 | 8 | 4 | 7  | 23 | 19 |
| Coppa Intertoto                          | 3              | 8  | 3 | 2 | 3  | 6  | 13 |

### Statistiche individuali
| Record di presenze - 214 Alban Hoxha (2013-oggi) - 191 Lorenc Trashi (2014-oggi) - 189 Labinot Ibrahimi (2013-oggi) - 185 Ardit Beqiri (1999-2004, 2005-2008, 2010-2011) - 170 Gjergj Muzaka (2001-2004, 2005-2008) - 147 Idriz Batha (2014-2018) - 146 Elis Bakaj (2003-2009) - 135 Jurgen Bardhi (2014-oggi) - 129 Orges Shehi (2006-2009) - 119 Dorian Bylykbashi (2003-2006, 2006-2007, 2015-2016) | Record di reti - 184 Refik Resmja (1950-1958) - 136 Panajot Pano (1960-1975) - 50 Dorian Bylykbashi (2003-2006, 2006-2007, 2015-2016) - 40 Gjergj Muzaka (2001-2004, 2005-2008) - 28 Xhevahir Sukaj (2015-2016, 2017-2018) - 26 Elis Bakaj (2003-2009) - 22 Stevan Račić (2014-2016) - 20 Idriz Batha (2014-2018) - 18 Caleb Ekuban (2016-2017) - 15 Jurgen Bardhi (2014-oggi) |

## Organico

### Rosa 2025-2026
Aggiornata al 13 agosto 2025.
| N. |                               | Ruolo | Calciatore             |
| -- | ----------------------------- | ----- | ---------------------- |
| 2  | Costa Rica (bandiera)         | D     | Carlos Martínez        |
| 3  | Macedonia del Nord (bandiera) | D     | David Atanaskoski      |
| 4  | Kosovo (bandiera)             | D     | Andi Janjeva           |
| 5  | Kosovo (bandiera)             | D     | Altin Bytyçi           |
| 7  | Kosovo (bandiera)             | C     | Adnard Mehmeti         |
| 8  | Kosovo (bandiera)             | C     | Redon Ismaili          |
| 9  | Albania (bandiera)            | A     | Albers Keko            |
| 10 | Albania (bandiera)            | A     | Xhuliano Skuka         |
| 12 | Albania (bandiera)            | P     | Alban Hoxha (capitano) |
| 14 | Albania (bandiera)            | A     | Elson Himallari        |
| 17 | Azerbaigian (bandiera)        | A     | Vüsal İsgəndərli       |
| 18 | Sudafrica (bandiera)          | C     | Rowan Human            |
| 20 | Albania (bandiera)            | C     | Gjergji Kote           |
| 21 | Siria (bandiera)              | A     | Mohanad Mando          |
| 23 | Albania (bandiera)            | D     | Marcelino Preka        |
| 24 | Rep. del Congo (bandiera)     | A     | Archange Bintsouka     |

| N. |                              | Ruolo | Calciatore      |
| -- | ---------------------------- | ----- | --------------- |
| 25 | Albania (bandiera)           | C     | Mateo Shanaj    |
| 26 | Albania (bandiera)           | D     | Paulo Buxhelaj  |
| 28 | Albania (bandiera)           | C     | Dion Vata       |
| 29 | Albania (bandiera)           | D     | Mateo Çipi      |
| 32 | Trinidad e Tobago (bandiera) | A     | Judah García    |
| 34 | Senegal (bandiera)           | D     | Saliou Sembene  |
| 39 | Nigeria (bandiera)           | C     | Kazeem Ogunleye |
| 40 | Albania (bandiera)           | P     | Skander Tahiri  |
| 44 | Albania (bandiera)           | D     | Denis Sulo      |
| 60 | Albania (bandiera)           | P     | Pano Qirko      |
| 82 | Albania (bandiera)           | A     | Tedi Malaj      |
| 88 | Albania (bandiera)           | A     | Oresti Rifa     |
| 95 | Brasile (bandiera)           | A     | Victor          |
| 99 | Albania (bandiera)           | A     | Besar Gudjufi   |
|    | Gambia (bandiera)            | C     | Baboucarr Jatta |

### Rosa 2021-2022
| N. |                               | Ruolo | Calciatore           |
| -- | ----------------------------- | ----- | -------------------- |
| 1  | Albania (bandiera)            | P     | Vokli Laroshi        |
| 2  | Macedonia del Nord (bandiera) | D     | Egzon Belica         |
| 4  | Albania (bandiera)            | D     | Albion Marku         |
| 6  | Albania (bandiera)            | C     | Geri Selita          |
| 7  | Albania (bandiera)            | C     | Herald Marku         |
| 12 | Albania (bandiera)            | P     | Alban Hoxha          |
| 14 | Senegal (bandiera)            | C     | Maguette Gueye       |
| 15 | Kosovo (bandiera)             | D     | Loti Celina          |
| 16 | Macedonia del Nord (bandiera) | D     | Aleksandar Damčevski |
| 17 | Albania (bandiera)            | C     | Gehard Hasa          |
| 18 | Brasile (bandiera)            | A     | Stênio Júnior        |
| 20 | Albania (bandiera)            | C     | Esat Mala            |
| 21 | Albania (bandiera)            | C     | Valentino Murataj    |
| 22 | Albania (bandiera)            | A     | Tedi Cara            |
| 27 | Albania (bandiera)            | A     | Franc Marinaj        |
| 28 | Albania (bandiera)            | D     | Eljon Sota           |

| N. |                           | Ruolo | Calciatore        |
| -- | ------------------------- | ----- | ----------------- |
| 34 | Albania (bandiera)        | C     | Xhafer Hodo       |
| 34 | Senegal (bandiera)        | D     | Saliou Sembene    |
| 38 | Albania (bandiera)        | C     | Kristi Kote       |
| 77 | Albania (bandiera)        | P     | Aldo Teqja        |
| 88 | Albania (bandiera)        | C     | Dean Lico         |
| 99 | Albania (bandiera)        | C     | Arinaldo Rrapaj   |
|    | Albania (bandiera)        | D     | Eneo Bitri        |
|    | Brasile (bandiera)        | D     | Fernando Augusto  |
|    | Albania (bandiera)        | C     | Sherif Kallaku    |
|    | Albania (bandiera)        | D     | Andi Hadroj       |
|    | Albania (bandiera)        | A     | Gresild Lika      |
|    | Grecia (bandiera)         | A     | Dionis Cikani     |
|    | Rep. del Congo (bandiera) | C     | Chandrel Massanga |
|    | Albania (bandiera)        | A     | Klevis Dragaj     |

### Rosa 2018-2019
| N. |                                 | Ruolo | Calciatore                    |
| -- | ------------------------------- | ----- | ----------------------------- |
| 1  | Albania (bandiera)              | P     | Dashamir Xhika                |
| 2  | Macedonia del Nord (bandiera)   | D     | Egzon Belica                  |
| 3  | Nigeria (bandiera)              | D     | Alma Wakili                   |
| 5  | Bosnia ed Erzegovina (bandiera) | D     | Renato Gojković               |
| 7  | Albania (bandiera)              | A     | Eraldo Çinari                 |
| 9  | Albania (bandiera)              | A     | Rubin Hebaj                   |
| 10 | Albania (bandiera)              | A     | Jasir Asani                   |
| 11 | Albania (bandiera)              | C     | Jurgen Bardhi                 |
| 12 | Albania (bandiera)              | P     | Alban Hoxha (capitano)        |
| 15 | Kosovo (bandiera)               | D     | Rron Statovci                 |
| 16 | Corea del Nord (bandiera)       | C     | So Hyon-Uk                    |
| 17 | Albania (bandiera)              | C     | Bruno Telushi                 |
| 18 | Brasile (bandiera)              | A     | Lucas Cardoso                 |
| 19 | Albania (bandiera)              | C     | Lorenc Trashi (vice-capitano) |

| N. |                               | Ruolo | Calciatore       |
| -- | ----------------------------- | ----- | ---------------- |
| 20 | Albania (bandiera)            | C     | Esat Mala        |
| 22 | Kosovo (bandiera)             | D     | Labinot Ibrahimi |
| 27 | Albania (bandiera)            | C     | Ardit Hila       |
| 28 | Albania (bandiera)            | D     | Senad Hysenaj    |
| 31 | Albania (bandiera)            | C     | Eneid Kodra      |
| 33 | Albania (bandiera)            | D     | Eneo Bitri       |
| 36 | Nigeria (bandiera)            | D     | Sodiq Atanda     |
| 38 | Albania (bandiera)            | C     | Kristi Kote      |
| 90 | Ghana (bandiera)              | C     | Emmanuel Mensah  |
| 95 | Albania (bandiera)            | P     | Livio Malaj      |
| 99 | Albania (bandiera)            | D     | Reinaldo Kalari  |
|    | Albania (bandiera)            | P     | Ergys Hida       |
|    | Romania (bandiera)            | D     | Deian Boldor     |
|    | Macedonia del Nord (bandiera) | C     | Besnik Ferati    |

### Rosa 2017-2018
| N. |                    | Ruolo | Calciatore                  |
| -- | ------------------ | ----- | --------------------------- |
| 1  | Albania (bandiera) | P     | Dashamir Xhika              |
| 3  | Albania (bandiera) | D     | Kristi Marku                |
| 5  | Albania (bandiera) | D     | Gëzim Krasniqi              |
| 7  | Albania (bandiera) | A     | Realdo Fili                 |
| 9  | Albania (bandiera) | A     | Edgar Çani                  |
| 10 | Albania (bandiera) | C     | Idriz Batha (vice-capitano) |
| 11 | Albania (bandiera) | C     | Jurgen Bardhi               |
| 12 | Albania (bandiera) | P     | Alban Hoxha (capitano)      |
| 13 | Albania (bandiera) | D     | Renato Malota               |
| 15 | Albania (bandiera) | D     | Blerim Kotobelli            |
| 19 | Albania (bandiera) | C     | Lorenc Trashi               |
| 20 | Albania (bandiera) | A     | Xhevahir Sukaj              |
| 22 | Kosovo (bandiera)  | D     | Labinot Ibrahimi            |
| 31 | Albania (bandiera) | D     | Arbnor Fejzullahu           |
| 36 | Nigeria (bandiera) | D     | Sodiq Atanda                |

| N. |                               | Ruolo | Calciatore          |
| -- | ----------------------------- | ----- | ------------------- |
| 77 | Albania (bandiera)            | C     | Gerhard Progni      |
| 83 | Italia (bandiera)             | C     | Giovanni La Camera  |
| 88 | Albania (bandiera)            | C     | Emiljano Vila       |
| 99 | Albania (bandiera)            | D     | Reinaldo Kalari     |
|    | Albania (bandiera)            | P     | Eglant Haxho        |
|    | Albania (bandiera)            | P     | Fabio Gjonikaj      |
|    | Italia (bandiera)             | D     | Andrea Selvaggio    |
|    | Ungheria (bandiera)           | C     | Krisztián Adorján   |
|    | Albania (bandiera)            | C     | Romeo Shahinas      |
|    | Albania (bandiera)            | C     | Kristo Merko        |
|    | Brasile (bandiera)            | A     | Warley Geyson Alves |
|    | Camerun (bandiera)            | A     | Moustapha Djidjiwa  |
|    | Serbia (bandiera)             | A     | Milan Basrak        |
|    | Panama (bandiera)             | A     | Eric Herrera        |
|    | Macedonia del Nord (bandiera) | A     | Alban Sulejmani     |